# جوليانو دا سانغالو
كان جوليانو دا سانغالو (1445 تقريبًا- 1516) نحاتًا ومهندسًا معماريًا ومهندسًا عسكريًا إيطاليًا نشط في خلال عصر النهضة الإيطالية. عُرف في المقام الأول بكونه المهندس المعماري المفضل لدى راعيه لورينزو دي ميديشي. في منصبه هذا، صمم جوليانو فيلا للورينزو إضافة إلى دير للأوغسطينيين وكنيسة حيث قيل إن معجزة حدثت. علاوة على ذلك، كُلف جوليانو ببناء عدة هياكل للبابا يوليوس الثاني وليو العاشر. أثر ليون باتيستا ألبيرتي وفليبيو برونيليتشي على سانغالو شديد التأثير، وبدوره، أثر على شخصيات هامة في عصر النهضة مثل رافائيل وليوناردو دا فينشي وأخيه أنتونيو دا سانغالو الأكبر وأبنائه أنتونيو دا سانغالو الأصغر وفرانشيسكو دا سانغالو.

## نشأته
وُلد جوليانو دا سانغالو (المولود باسم جوليانو جيامبيرتي) في نحو عام 1445 بفلورنسا. كان والده، فرانشيسكو جيامبيرتي، نجارًا ومهندسًا معماريًا عمل من كثب مع كوزيمو دي ميديشي. تبين أن ذلك نافع لجوليانو وأخيه، أنتونيو، في حياتهما اللاحقة إذ أنه ساعدهما على تطوير علاقة عمل وصداقة وثيقة مع حفيد كوزيمو، لورينزو دا ميديشي. عندما كان جوليانو طفلًا، تدرب عند نجار تركيب. عندما كان متدربًا، جذبت مهاراته في أعمال الخشب والبناء والنحت انتباه لورينزو دي ميديشي. بالإضافة إلى عمله بصفة متدرب لدى نجار تركيب، حظي جوليانو بالفرصة المناسبة ليدرس أعمال المعماريين القدماء بالإضافة إلى ٍأسلافه المباشرين أكثر مثل ليون باتيستا ألبيرتي وفيليبو برونيليتشي. من خلال ذلك، تمكن من تنمية رؤيته الإبداعية، وتعلم التصميم الكلاسيكي، وتطوير ما صار لاحقًا علاقة عمل استمرت طوال حياته مع لورينزو دي ميديشي. تلقى جوليانو توكيله الأساسي المستقل الأول من عائلة ميديشي ولم يظهر مهارة في هندسة العمارة وحسب، بل معرفته بالتحصينات الدفاعية أيضًا. طلب لورينزو الرائع جوليانو ليبني له تحصينات عسكرية ويدير المدفعية في بلدة كاستيلينا أمام الغزو الذي قاده دوق كالابريا. في مهمته هذه، نجح جوليانو بدفع القوات الكالابرية وأظهر موهبته الطبيعية في البناء والاستراتيجية العسكريين.

## أعماله الرئيسة

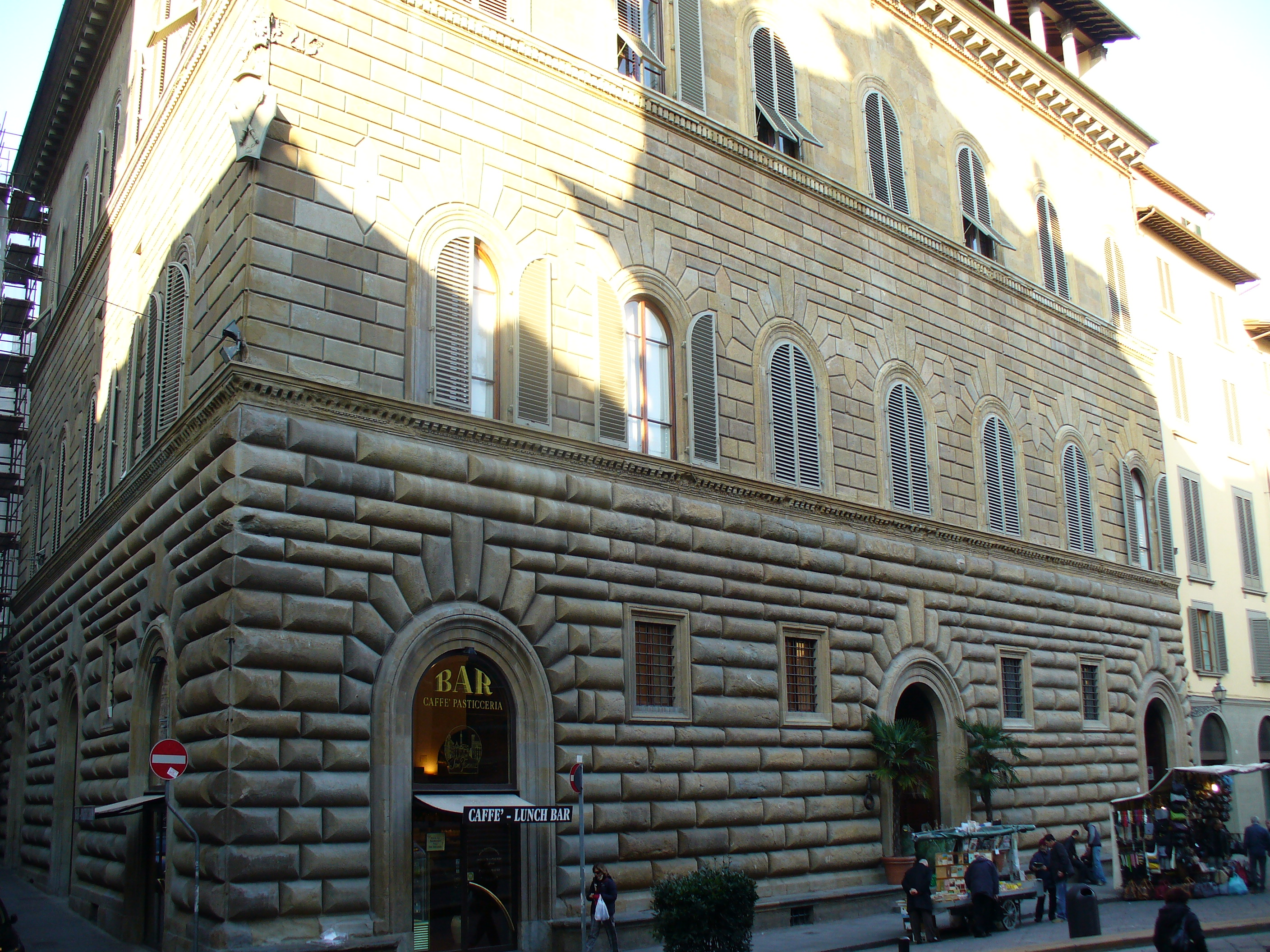
قصر غوندي

### فيلا ميديشي في بودجا آ كايانو
منح النصر في كالابريا لورينزو دي ميديشي الثقة ليستمر بالعمل مع جوليانو. نتيجة لذلك، كلّفه لورينزو بتصميم فيلا في بودجا آ كايانو بعد إقامة مسابقة لاختيار التصميم الأفضل. بدأ تصميم الفيلا في 1485 وظل غير منتهٍ في معظمه طوال حياة لورينزو. شهد ابنه جيوفاني إتمامها بعد انتخابه للبابوية باسم البابا ليو العاشر. أظهر تصميم جوليانو عناصر تصميمية كلاسيكية بما فيها الأعمدة الأيونية والواجهات ذات أسلوب المعابد القديمة. فيلا ميديشي في بودجا آ كايانو من أقدم الأمثلة على الفيلات الريفية المبنية بأسلوب عصر النهضة وكانت بمثابة إلهام للعديد من المعماريين المستقبليين في تلك الحقبة.

### سانتا ماريا ديلي كارتشيري
في 1484، ادعى طفل من قرية براتو أنه رأى لوحة لمريم العذراء ويسوع الرضيع تدب فيها الحياة على جدار السجن العام. أُمر ببناء سانتا ماريا ديلي كارتشيري بعد أن أعلن أهل البلدة أنها معجزة وقرروا بناء كنيسة في موقع الرؤيا لإحياء ذكراها. ومن أجل هذا المشروع، عين لورينزو من جديد مهندسه المعماري المفضل جوليانو. اعتمدت تصاميمه بشدة على دراسته لأعمال ألبيرتي وبرونيليتشي. استخدم سانغالو خصيصًا مخطط صليب يوناني. وهو تصميم كلاسيكي يظهر أربع أذرع متكافئة في الطول تمتد من صحن كنيسة مركزي ولم يذع استخدامه في عصر النهضة قبل ذلك الوقت. بدأ بناء الكنيسة في 1486، لكن الواجهة لم تتم حتى يومنا هذا.

### ريدجا في نابولي
في 1488، بعد أن خُطت الخطط المبدئية للفيلا في بودجا آ كايانو، فوض لوينزو دي ميديشي جوليانو ببناء قلعة لفرديناندو الأول ملك نابولي. كان بناء القلعة جزءًا من خطة سياسية أوسع نطاقًا انخرط بها قادة مختلف الدول المدينة الإيطالية بعصر النهضة. عندما لم تكن الدول المدينة تتحارب فيما بينها، كانت ترسل إحداها للأخرى الهدايا وكذلك الرسامين والنحاتين والمهندسين المعماريين في دلالات دبلوماسية على حسن النية. إضافة إلى ذلك، كانت عائلة ميديشي تحاول من خلال إرسال جوليانو إلى نابولي تصدير الثقافة والعمارة الفلورنسيتين إلى شبه الجزيرة الإيطالية. سعى جوليانو إلى بناء القلعة قرب الأراضي المفتوحة بجوار القلعة الجديدة. لسوء الحظ، لم تُبنَ القلعة قط، لكن رسومات المخطط ما تزال موجودة. قدم تصميم القصر عناصر مشابهة لأول تكليف كبير لجوليانو، فيلا ميديشي. تتضمن العناصر المتشابهة بين فيلا ميديشي وقلعة نابولي منصة مرتفعة بُنيت عليها الهياكل، وبيتي سلالم تقود إلى المدخل الرئيس، ورواقًا بين بيتي السلالم. إضافة إلى ذلك، بُني البناءان على محور مستطيل متناظر. بعد أن أتم جوليانو خدماته للملك، أُرسل عودًا إلى فلورنسا محملًا بالهدايا بما فيها المال واللوحات والمنحوتات. أعطى جوليانو الكثير من هذه الهدايا للورينزو دي ميديشي عربون تقدير لكونه راعيه.
عندما كان سانغالو يصمم القصر للملك في نابولي، كتب ابن الملك، دوق كالابريا، إلى لورينزو دي ميديشي يطلب منه تصميم قصر كذلك. ردًا على هذه الرسالة، أرسل لورينزو جوليانو آخر هو جوليانو دا مايانو ليصمم له القصر. نسب جورجيو فاساري، الأديب من عصر النهضة الذي كتب سيرًا للكثير من فناني عصر النهضة في كتابه حياة الفنانين، قصر دوق كالابريا خطًا لجوليانو دا سانغالو. وفقًا لفاساري أيضًا، بعد العمل في نابولي، وظف أسقف أوستيا، الذي عُرف لاحقًا باسم البابا يوليوس الثاني، جوليانو ليعيد تحصين قلعته في أوستيا. صحيحٌ أن سانغالو عمل على هذا المشروع، لكنه عمل عليه رفقة مهندس معماري آخر، هو باتشيو بونتيلي. إضافة إلى ذلك، وفقًا لنقوش في القلعة، تم التجديد في 1484، قبل أن يبدأ جوليانو بالعمل لصالح ملك نابولي.

### كنيسة سان غالو
بعد أن عاد جوليانو من نابولي، وكله لورينزو ثانية ببناء كنيسة لمجموعة من الرهبان الأوغسطينيين. كانت غاية هذا التوكيل أن يكون مثالًا للرعاية العامة لعائلة ميديشي في فلورنسا. بناء على مراسلات جرت في ذلك الوقت، استنتج المؤرخون أن بناء الكنيسة بدأ في 1488. كانت كنيسة دي سان غالو مكرسة للقديس غال الأيرلندي الذي عاش في القرن السابع. وفقًا لجورجيو فاساري، أحب لورينزو التصميم جدًا حتى أنه بدأ بالإشارة إلى جوليانو باسم جوليانو دا سان غالو. في آخر الأمر، ذاع الاسم وقال جوليانو مازحًا للورينزو إن اسم عائلته الفعلي، جيامبيرتي، سيُنسى. رد لورينزو بأن أخبره إنه جدير ببدء عائلة جديدة تحت اسم سانغالو. إضافة إلى هذا، صارت البوابة الأقرب إلى الكنيسة في سور مدينة فلورنسا تعرف باسم بوابة سان غالو. في خلال حصار فلورنسا بعام 1952، تراجع الجيش الفلورنسي إلى داخل أسوار المدينة. ولسوء الحظ، دُمرت الكنيسة نظرًا إلى أنها بُنيت خارج الأسوار.